# Тонеин (лоц-галиот)
«Тонеин» — лоц-галиот Балтийского флота Российской Империи.

## История службы
Лоц-галиот «Тонеин» был заложен на Галерной верфи в Санкт-Петербурге в 1739 году и после спуска на воду в 1740 году вошёл в состав Балтийского флота России. Сведений о корабельный мастере, построившем судно не сохранилось.
В 1740 году производил промеры и съемку пролива Моонзунд.
Принимал участие в русско-шведской войне 1741—1743 годов. В мае и июне 1742 года на галиоте устанавливались вехи в Финском заливе, однако в связи с обнаружением шведского флота, судно было вынуждено прекратить работы и 12 (23) июня вернуться в Кронштадт. В 1743 году в составе эскадры выходил в крейсерские плавания в Финский залив.
В 1745 году использовался для установки вех и наблюдением за фарватерами, а летом того же года совершил плавание в Любек.
В октябре 1745 года возвращался после снятия вех в Кронштадт и 30 октября (10 ноября) был затёрт льдами, а на следующий день сел на Толбухину мель. 1 (12) ноября для помощи судну из Кронштадта были присланы матросы, которым удалось снять галиот с мели, и он начал верповаться. Во время проводки судна была обнаружена течь, поскольку один из бортов был пробит льдом, однако пробоину удалось заделать и к 13 (24) декабря «Тонеин» удалось привести в Кронштадт. Всего в операции по спасению и проводке галиота в Кронштадт принимало участие 520 человек.
В 1746 году вновь использовался для установки вех и наблюдением за фарватерами. В 1747 году совершил плавание в Данциг. С 1748 по 1750 год устанавливал вехи и баканы от Кронштадта до банки Кальбодегрунд.
Принимал участие в Семилетней войне 1756—1763 годов. В кампании 1756, 1757 по 1758 годов использовался для установки вех и баканов у Ревеля, а в августе 1758 года — также для доставки приказов на эскадру вице-адмирала А. И. Полянского, которая в это время находилась в крейсерстве у острова Готланд. В апреле и мае 1759 года устанавливал вехи между Ревелем и мысом Дагерорт, а в октябре и ноябре использовался для перевозки войск из Ревеля в Данциг. С апреля по июль 1760 года также использовался для установки вех между Ревелем и мысом Дагерорт, а в августе — для доставки боеприпасов на эскадру, находившуюся у Кольберга. В 1761 году выполнял промеры у Ревеля.
В 1765 и 1766 годах на галиоте вновь устанавливали вехи между Ревелем и мысом Дагерорт.
5 (16) ноября 1768 года «Тонеин» вышел из Ревеля с грузом дров для Оденсгольмского маяка. Подошел к острову Оденсгольм и встал на якорь. Однако во время стоянки был застигнут штормом, выброшен на берег и разбит волнами. Экипажу судна удалось спастись.

## Командиры судна
Командирами лоц-галиота «Тонеин» в разное время служили:
- лейтенант майорского ранга Я. Фастиг (1740 год)[3];
- капитан полковничьего ранга М. Я. Гове (1743 год)[4];
- лейтенант Х. П. Лаптев (до сентября 1745 года)[5];
- мастер ранга сухопутного капитана В. Адамсен (с сентября 1745 года до 1746 года)[6];
- лейтенант И. Шишков (до июля 1747 года)[7];
- мастер Н. Греков (1748—1750 годы)[8];
- мичман В. Я. Аболешев (1754—1757)[комм. 2][9];
- штурман В. Бычков (1756—1757 годы)[комм. 3][10];
- капитан-лейтенант М. Киреевский (1758 год)[11];
- лейтенант А. Пантелеев (1759 год)[12];
- лейтенант Б. Филимонов (1760 год)[13];
- поручик Г. Ф. Баженов (1761 год, 1765—1766 годы)[14];
- Вешняков (1768 год)[комм. 4].

### Комментарии
1. ↑  Продвигаться вперед при помощи завозимых на шлюпках специальных якорей — верпов.
2. ↑  По сведениям из «Общего морского списка».
3. ↑  По сведениям из справочника «Российский парусный флот».
4. ↑  Сведения об имени и звании командира не сохранились.